# Fort Greely
Fort Greely est une localité d'Alaska (CDP) aux États-Unis, appartenant à la Région de recensement de Southeast Fairbanks. Sa population est de 539 habitants en 2010.
Elle se situe à 161 km au sud-est de Fairbanks et à 8 km au sud de Delta Junction sur la Richardson Highway. Les températures extrêmes vont de −30 °C en hiver à 22 °C en été.
C'est une base de l'United States Army spécialisée depuis le début du XXIe siècle dans la défense antimissile
En 1904, l'armée américaine y installe une station de télégraphe. En 1942, conjointement à la construction de la Route de l'Alaska, des aérodromes y sont construits, et dès 1948 Fort Greely devient un centre d'entrainement. Dans le cadre du Army Nuclear Power Program, elle à dispose d'un petit réacteur nucléaire, le SM-1A de 2 MW, de 1962 A 1972.
Ce camp devait fermer en 1997 mais le gouvernement américain a décidé, en 2003 et 2004 de le convertir en complexe de défense à base de missiles antimissiles longue portée Ground-Based Interceptor. Une quarantaine sont dans des silos en 2017.
Les habitants travaillent au camp ainsi qu'à une mine proche. 45 militaires sont stationnés en permanence à la base[Quand ?].

## Démographie
| 1970  | 1980  | 1990  | 2000 | 2010 | - |
| ----- | ----- | ----- | ---- | ---- | - |
| 1 820 | 1 635 | 1 147 | 461  | 539  | - |